# Jacek Czaputowicz

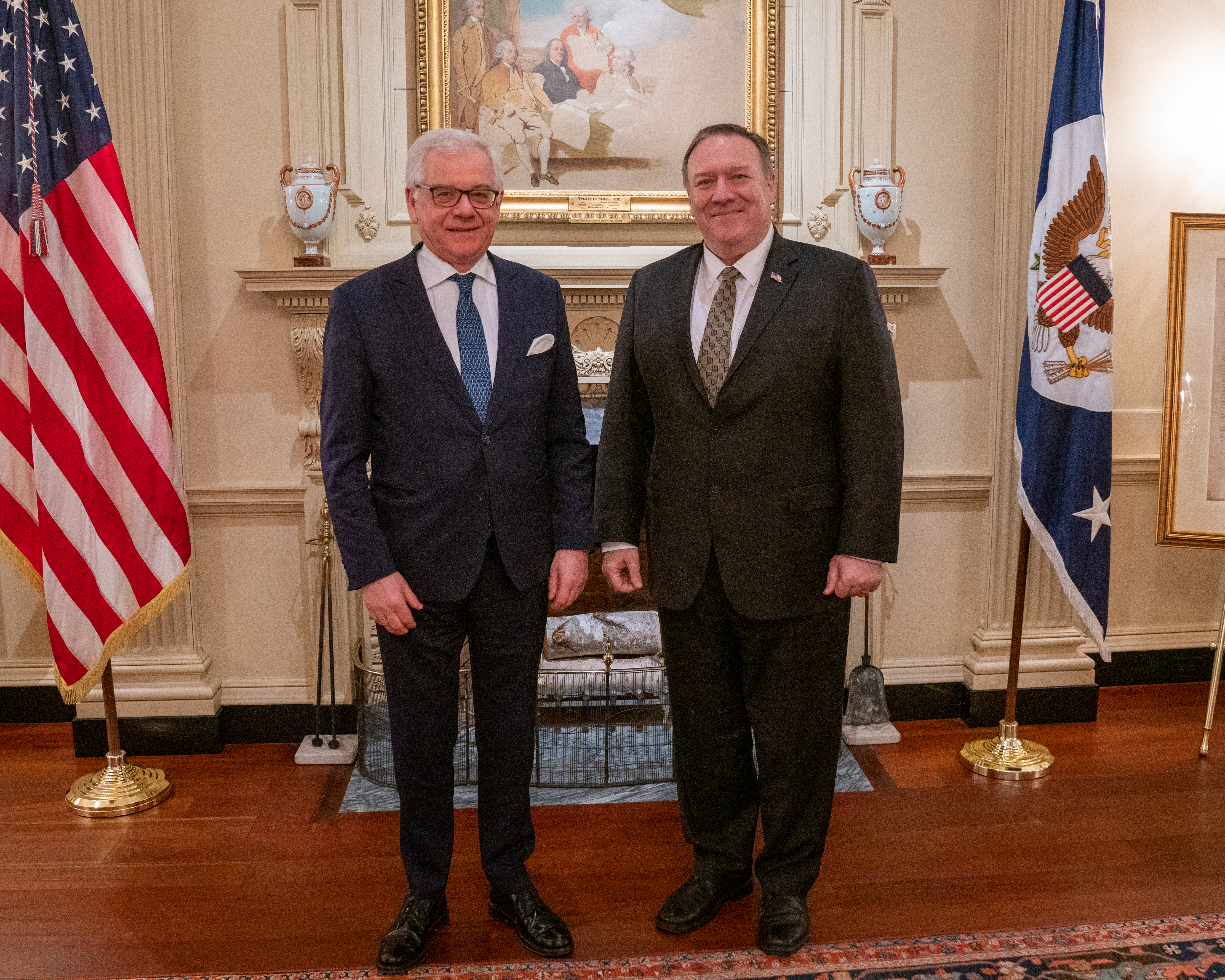
Jacek Czaputowicz i Mike Pompeo w Waszyngtonie (2020)

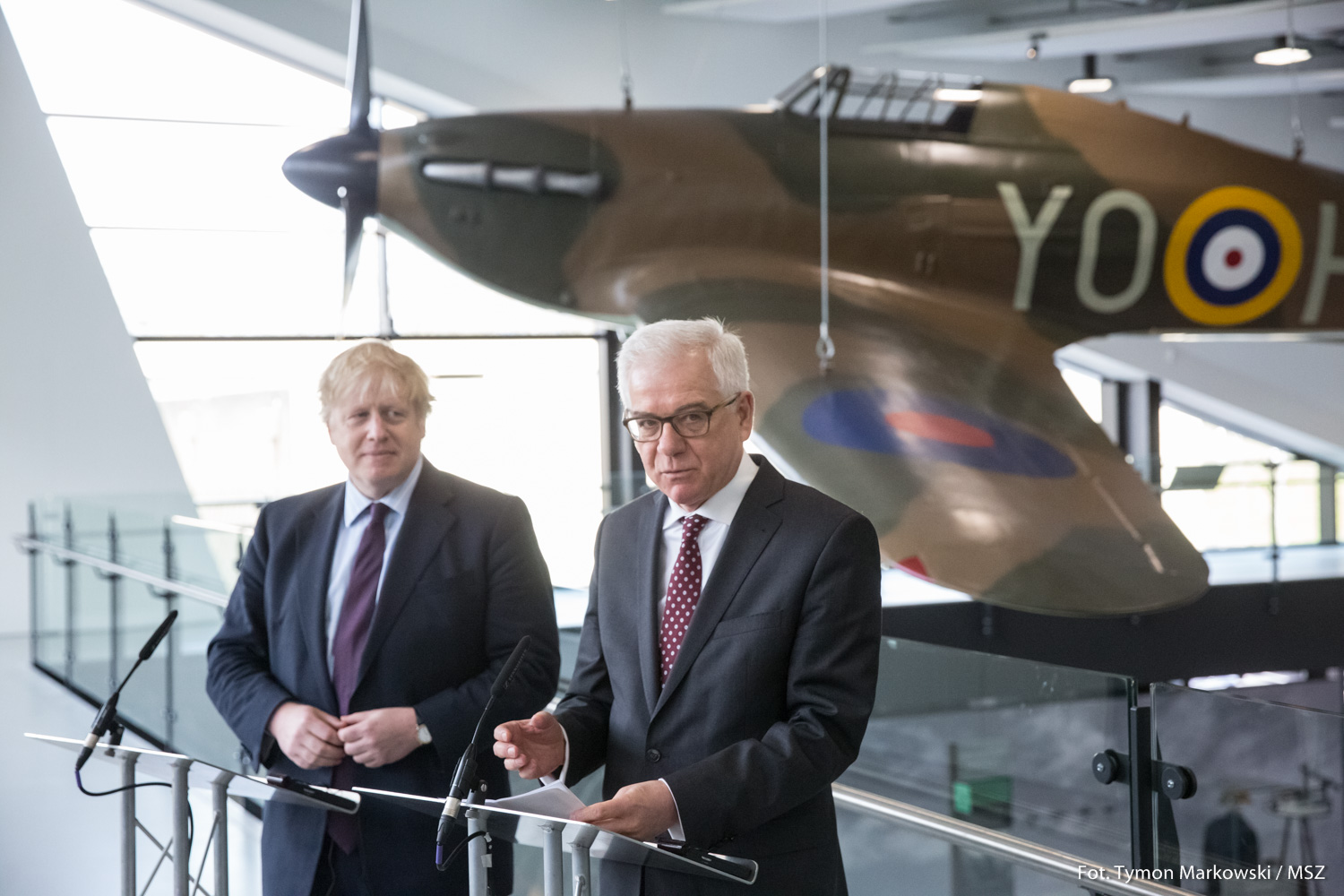
Jacek Czaputowicz z Borisem Johnsonem w trakcie wizyty w Wielkiej Brytanii (2018)

Jacek Krzysztof Czaputowicz (ur. 30 maja 1956 w Warszawie) – polski politolog, nauczyciel akademicki i urzędnik państwowy, działacz opozycji demokratycznej w okresie PRL, jeden z założycieli Niezależnego Zrzeszenia Studentów oraz Ruchu Wolność i Pokój.
Profesor nauk społecznych, pracownik naukowy Wydziału Nauk Politycznych i Studiów Międzynarodowych UW. Dyrektor Krajowej Szkoły Administracji Publicznej (2008–2012), podsekretarz stanu w Ministerstwie Spraw Zagranicznych (2017–2018), minister spraw zagranicznych w pierwszym i drugim rządzie Mateusza Morawieckiego (2018–2020).

## Życiorys

### Rodzina, wykształcenie i działalność zawodowa
Syn Eugeniusza i Teresy. W drugiej połowie lat 70. pracował jako programista w Centrum Projektowania i Zastosowania Informatyki, następnie był zatrudniony w zakładach prywatnych oraz w parafii Miłosierdzia Bożego w Warszawie. W latach 1980–1983 studiował geografię na Uniwersytecie Warszawskim, w 1986 ukończył studia na Wydziale Ekonomiczno-Społecznym Szkole Głównej Planowania i Statystyki w Warszawie. W 1997 na podstawie pracy pt. System bezpieczeństwa europejskiego po zakończeniu zimnej wojny napisanej pod kierunkiem Antoniego Kamińskiego uzyskał stopień doktora nauk humanistycznych w zakresie nauk o polityce w Instytucie Studiów Politycznych Polskiej Akademii Nauk. Na podstawie rozprawy Teorie stosunków międzynarodowych. Krytyka i systematyzacja otrzymał w 2008 stopień doktora habilitowanego nauk humanistycznych na Wydziale Dziennikarstwa i Nauk Politycznych UW. 20 października 2016 otrzymał tytuł profesora nauk społecznych. Absolwent podyplomowych studiów na uczelniach zagranicznych (m.in. na Uniwersytecie Oksfordzkim). Został kierownikiem Zakładu Metodologii Badań Europejskich Instytutu Europeistyki Uniwersytetu Warszawskiego oraz członkiem Rady Naukowej instytutu. Wykładał także w Collegium Civitas, Szkole Głównej Handlowej w Warszawie i Wyższej Szkole Biznesu – National-Louis University w Nowym Sączu. Obejmował stanowiska redaktora naczelnego w kwartalnikach „Polska w Europie”, „Służbie Cywilnej” oraz „The Polish Yearbook of the Civil Service”.

### Działalność opozycyjna w PRL
Był współpracownikiem Komitetu Samoobrony Społecznej „KOR” i Studenckiego Komitetu Solidarności w Warszawie, w latach 1978–1980 prowadził bibliotekę wydawnictw podziemnych, był kilkukrotnie zatrzymywany za działalność niezależną. W maju 1980 był jednym z założycieli Akademickiego Biura Interwencyjnego, we wrześniu 1980 należał do założycieli Niezależnego Zrzeszenia Studentów, został członkiem Ogólnopolskiego Komitetu Założycielskiego NZS i pełnomocnikiem ds. rejestracji, następnie wszedł w skład prezydium Krajowej Komisji Koordynacyjnej NZS. Został internowany 13 grudnia 1981, przebywał w Białołęce i Strzebielinku, został zwolniony w listopadzie 1982; następnie angażował się w działalność podziemnego NZS, w latach 1983–1985 redagował pismo „Czas Przyszły”.
W marcu 1985 należał do organizatorów głodówki w obronie Marka Adamkiewicza, uwięzionego za odmowę złożenia przysięgi wojskowej. W kwietniu 1985 został jednym z założycieli Ruchu Wolność i Pokój. Za działalność w WiP został uwięziony w lutym 1986. W jego obronie występowali znani intelektualiści. Zwolniono go we wrześniu 1986 na mocy amnestii. Koordynował również kontakty zagraniczne WiP. Utrzymywał kontakty z opozycją w NRD, w Czechosłowacji i na Węgrzech. Jeden z inicjatorów i sygnatariusz Memorandum helsińskiego. W maju 1987 należał do organizatorów międzynarodowego seminarium Pokój międzynarodowy a porozumienia helsińskie odbywającego się w Warszawie w kościele przy ul. Żytniej, uczestniczył także w podobnym niezależnym seminarium w Budapeszcie w listopadzie 1987. W tym samym roku wznowił wydawanie pisma „Czas Przyszły”. Od jesieni 1987 uczestniczył w spotkaniach środowisk niezależnych skupionych wokół Lecha Wałęsy, w grudniu 1988 został członkiem Komitetu Obywatelskiego przy przewodniczącym NSZZ „Solidarność”, uczestniczył w pracach komisji ds. reform politycznych i młodzieży oraz podkomisji spraw zagranicznych.  Głosił postulaty wycofania wojsk sowieckich i wprowadzenia demokracji w Polsce oraz zjednoczenia Europy Wschodniej i Zachodniej. Latem 1989 krytykował Lecha Wałęsę za jego autorytarne podejście.

### Działalność publiczna w III RP
W III RP został członkiem Stowarzyszenia Wolnego Słowa.
W latach 1989–1990 pracował w Ośrodku Studiów Międzynarodowych przy Senacie RP jako główny specjalista i sekretarz. W 1990 rozpoczął pracę w Ministerstwie Spraw Zagranicznych, był wicedyrektorem, następnie dyrektorem Departamentu Konsularnego i Wychodźstwa (1990–1992). W latach 1993–1998 był starszym doradcą ministra w Departamencie Studiów i Planowania. W 1998 został wicedyrektorem Departamentu Negocjacji Akcesyjnych Urzędu Komitetu Integracji Europejskiej, ale jeszcze w tym samym roku objął funkcję zastępcy szefa służby cywilnej, pełnił tę funkcję do 2006. Następnie do 2008 był dyrektorem Departamentu Strategii i Planowania Polityki Zagranicznej MSZ.
Był zastępcą przewodniczących Rady Służby Publicznej (2007–2009) oraz rady administracyjnej Europejskiego Instytutu Administracji Publicznej w Maastricht (2006–2010). W latach 2008–2012 pełnił funkcję dyrektora Krajowej Szkoły Administracji Publicznej. W 2014 został członkiem rady programowej partii Prawo i Sprawiedliwość. Od stycznia 2017 pełnił funkcję dyrektora Akademii Dyplomatycznej MSZ. Wszedł także w skład rady Polskiego Instytutu Spraw Międzynarodowych. 15 września 2017 premier Beata Szydło powołała go na stanowisko podsekretarza stanu w Ministerstwie Spraw Zagranicznych.
9 stycznia 2018 został powołany na stanowisko ministra spraw zagranicznych w rządzie Mateusza Morawieckiego. Pozostał na tej funkcji również w utworzonym 15 listopada 2019 drugim gabinecie dotychczasowego premiera. 20 sierpnia 2020 podał się do dymisji ze stanowiska ministra. Zakończył urzędowanie 26 sierpnia tego samego roku.

## Życie prywatne
Syn Teresy i Eugeniusza. Jest wdowcem, jego żoną była Magdalena Sadowska-Czaputowicz (1956–2017). Ma pięć córek: Katarzynę, Joannę, Martę, Magdalenę i Marię.

## Publikacje
- Model bezpieczeństwa XXI wieku, 1995.
- Bezpieczeństwo europejskie: koncepcje, instytucje, implikacje dla Polski (red.), 1997.
- System czy nieład? Bezpieczeństwo europejskie u progu XXI wieku, 1998.
- Integracja europejska – implikacje dla Polski: praca zbiorowa (red.), 1999.
- Rola państwa w Unii Europejskiej, 2004.
- Nauka o państwie (współautor), 2006.
- Teorie stosunków międzynarodowych: krytyka i systematyzacja, 2007.
- Administracja publiczna: wyzwania w dobie integracji europejskiej, 2008.
- Polityka zagraniczna Polski. Unia Europejska. Stany Zjednoczone. Sąsiedzi (red.), 2008.
- Administracja Polskiego Państwa Podziemnego i jej funkcje w okresie powstania warszawskiego (red.), 2011.
- Bezpieczeństwo międzynarodowe. Współczesne koncepcje, 2012.
- Suwerenność, 2013.
- Teoria realizmu w nauce o stosunkach międzynarodowych. Założenia i zastosowania badawcze, 2014.
- Studia europejskie. Wyzwania interdyscyplinarności (red.) 2014.
- Nauka o stosunkach międzynarodowych i studia europejskie w Polsce (współautor), 2015.
- Zastosowanie konstruktywizmu w studiach europejskich (red.), 2016.
- Program i inicjatywy Ruchu „Wolność i Pokój” w zakresie polityki międzynarodowej, 2017.
- International Relations in Poland. 25 Years After the Transition to Democracy (współautor), 2017.
- The voting system in the Council of the EU and the Bundesrat – What do they tell us about European Federalism? (współautor), 2018.
- The Importance of the Helsinki Process for the Opposition in Central and Eastern Europe and the Western Peace Movements in the 1980s (współautor), 2018.
- Teorie integracji europejskiej, 2018.

## Odznaczenia i wyróżnienia
- Krzyż Oficerski Orderu Odrodzenia Polski (2007)[39]
- Krzyż Wolności i Solidarności (2017)[40][41]
- Krzyż Oficerski Orderu Zasługi (Węgry, 2013)[42]
- Krzyż Wielki Komandorski Orderu „Za Zasługi dla Litwy” (Litwa, 2019)[43]
- Order „Za zasługi” III stopnia (Ukraina, 2021)[44][45]
- Krzyż Zasługi MSZ (Estonia, 2021)[46]
- Nagroda Polcul Foundation (1987)[28]